# Береговая тундра Баффиновой Земли

Берегова́я ту́ндра Ба́ффиновой Земли́ (англ. Baffin coastal tundra, фр. Toundra côtière de l'île de Baffin) — североамериканский экологический регион тундры, выделяемый Всемирным фондом дикой природы.

## Расположение
Береговая тундра Баффиновой Земли — небольшой экологический регион, расположенный вдоль северных берегов Центральной Баффиновой Земли.